# Fort de Gawilgarh

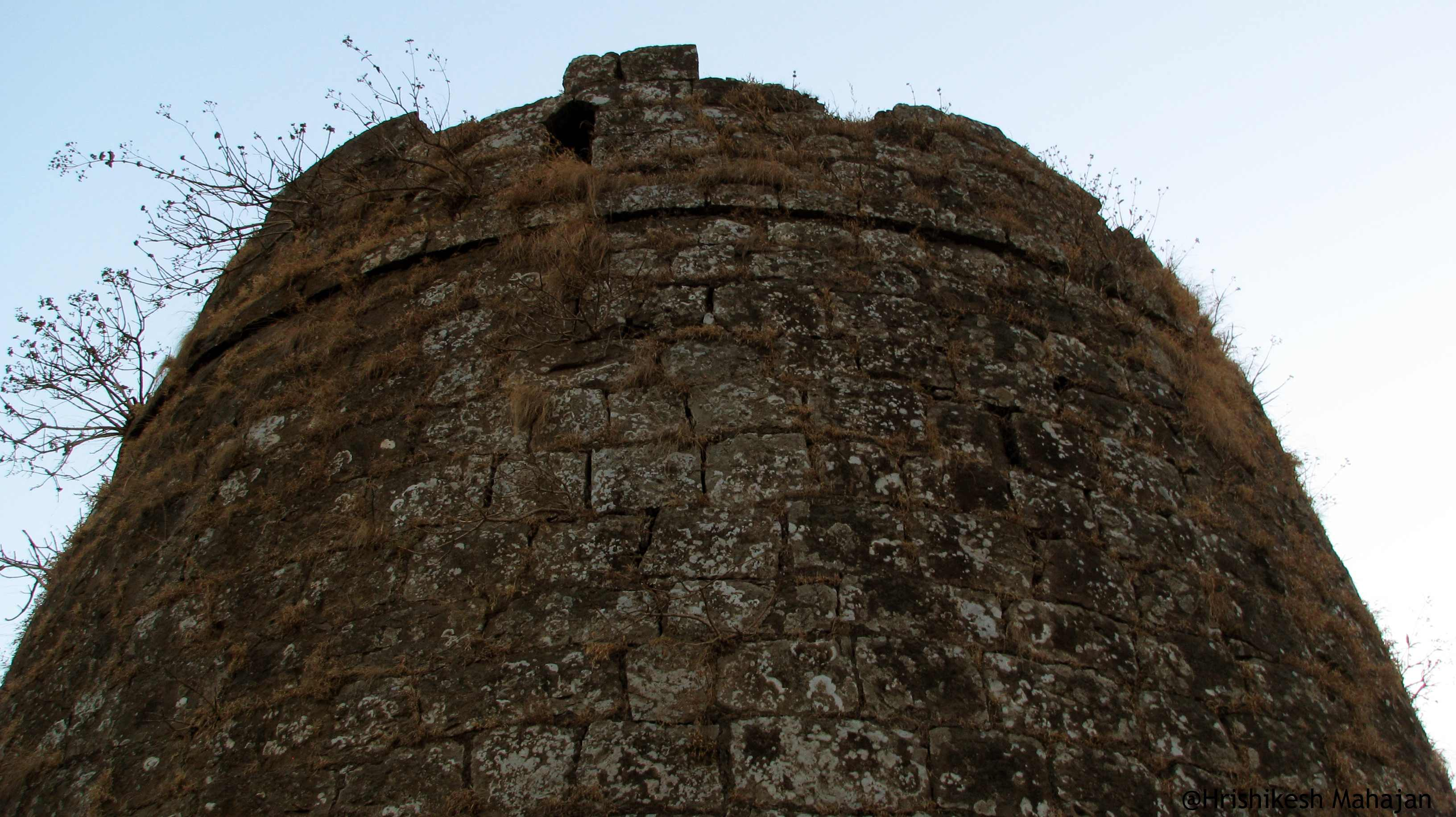
Torre

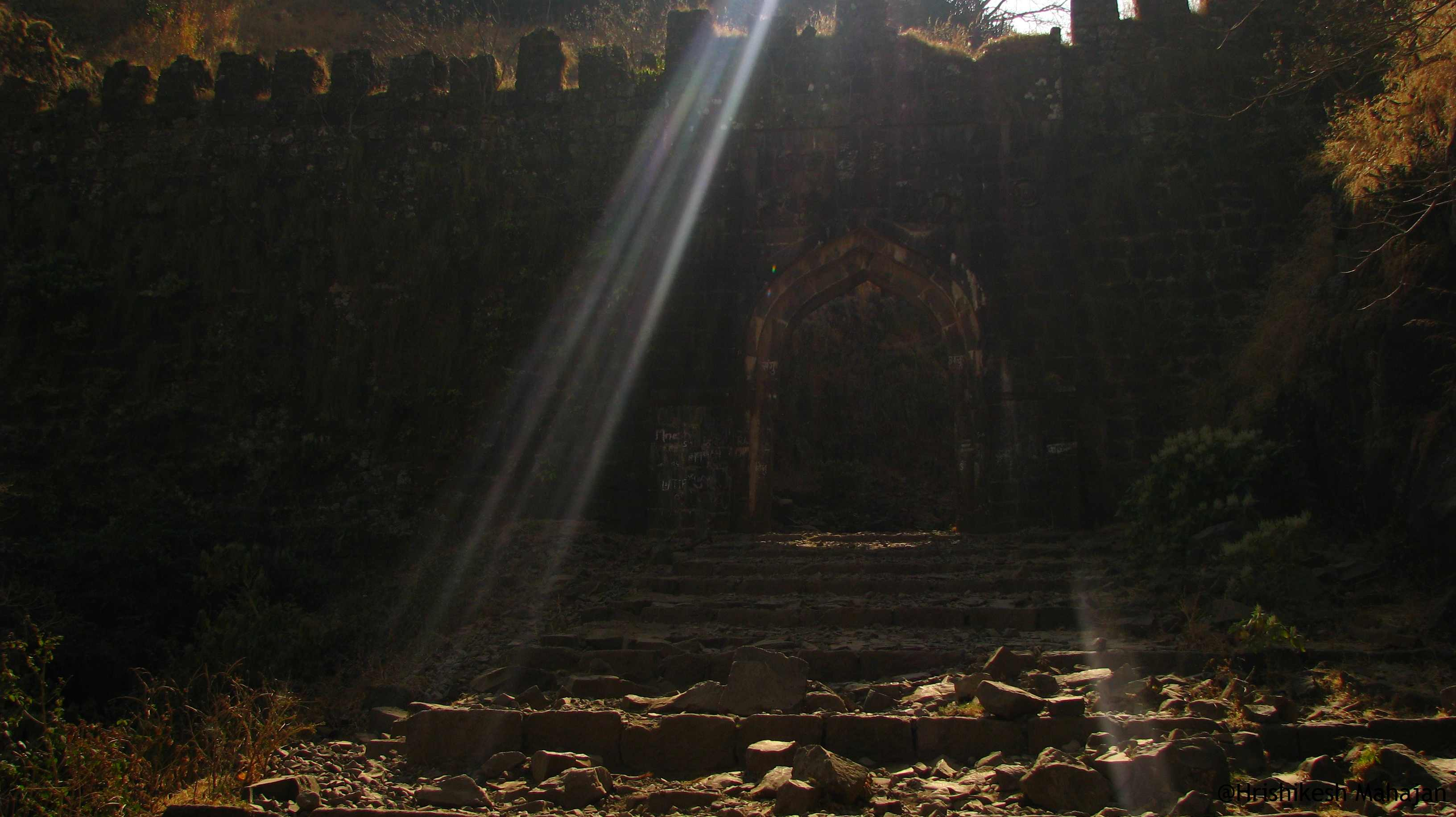
Entrada

El fort de Gawilgarh és una fortalesa de les muntanyes Satpura, al districte d'Amravati, a Maharashtra, situat entre els rius Purna i Tapti, a 1114 metres d'altura.
Es creu que va sorgir com a fortalesa dels gaulis o gaolis, però el fort existent actualment en ruïnes és obra dels musulmans. Ferishta diu que fou construït pel sultà bahmànida Ahmad Shah Wali quan es va aturar a Ellichpur entre 1425 i 1428. Fou restaurat per Fath Allah Imad al-Mulk (governador de la província sota el sultà Mahmud Shah Bahmani) el 1489 segons una inscripció al mateix fort; Imad, virtual sobirà, enfrontat al ministre Amir Barid, es va proclamar independent i va fundar la dinastia imadshàhida que va tenir centre a Gawilgarh. El 1577 fou restaurat altre cop per Murtaza Nizam Shah d'Ahmadnagar, quan va saber que Akbar el Gran marxava cap al Dècan (cosa que després no es va confirmar) i una inscripció recorda aquesta construcció sota el governador del fot Bahram Khan.
Fou arrabassat a Ahmednagar per Sayyid Yusuf Khan Mashhadi i Shaikh Abul Fazl el 1597-1598, menys de dos anys després que Berar hagués estat cedit a Akbar. Va estar en poder dels mogols fins al 1724 en què va passar al nizam, que la va perdre més tard davant els marathes en data incerta; en la segona guerra maratha el governador de la fortalesa era Beni Singh, que obeïa a Raghuji Bhonsle de Nagpur. La fortalesa fou conquerida pel general Arthur Wellesley el 15 de desembre de 1803.
Fou desmantellat el 1853.